# Atomosia parva
Atomosia parva är en tvåvingeart som först beskrevs av Jacques-Marie-Frangile Bigot 1857.  Atomosia parva ingår i släktet Atomosia och familjen rovflugor.
Artens utbredningsområde är Kuba. Inga underarter finns listade i Catalogue of Life.